# براندون اسلی
براندون اسلی (انگلیسی: Brandon Slay؛ زادهٔ ۱۴ اکتبر ۱۹۷۵) کشتی‌گیر سابق و مربی کشتی اهل ایالات متحده آمریکا است. او برندهٔ مدال طلای المپیک ۲۰۰۰ سیدنی در دستهٔ ۷۶ کیلوگرم کشتی آزاد است که در این مسابقات بووایسار سایتیف روسیه‌ای را شکست داد.

## المپیک ۲۰۰۰ سیدنی
براندون اسلی در المپیک سیدنی تنها باخت بووایسار سایتیف روس در چهار دورهٔ بازی‌های المپیک از ۱۹۹۶ آتلانتا تا ۲۰۰۸ پکن را با نتیجهٔ ۴–۳ رقم زد تا سایتیف در کسب دومین طلای المپیک (تا آن زمان) ناموفق باشد. او همچنین پالمن پاسکالف بلغاری و مدعیان دیگری از جمله گنادی لالیف از قزاقستان و آدم برکت از ترکیه را شکست داد و به فینال رسید. او در فینال به الکساندر لیپولد از آلمان باخت و دوم شد اما پس از مثبت شدن دوپینگ لیپولد، مدال طلا به اسلی آمریکایی رسید.